# Autoretrat II (José Nogué)
Autoretrat II  és una obra del pintor Josep Nogué Massó.

## Història
Josep Nogué Massó realitzarà els seus primers treballs en obra gràfica a partir del contacte que tindrà amb aquestes tècniques artístiques durant la seva estada a la ciutat de Roma (1907-1921).

## Descripció
L'obra que presentem en aquest article és un dels pocs autoretrats que conservem del pintor Nogué. Com ja hem indicat Nogué coneixerà les tècniques del gravat a l'Acadèmia espanyola de Roma, on entrarà en contacte amb altres pensionats.
En el seu autoretrat observem únicament el seu bust, sense cap altra decoració n'hi guarniment. Els únics elements que hi ha a l'obra a banda del bust de l'autor són la firma i la data.

## Gravats de Nogué Massó
Josep Nogué Massó desenvolupà ha banda de les tècniques pictòriques també d'altres sobre el gravat. Nogué va conèixer aquestes formes de representació visual durant la seva estada com a pensionat a la ciutat de Roma. Gran part de la producció d'obra gràfica del Pintor Nogué es desenvolupà en el període 1907-1921.
| «                  | Recordemos la producción de litografías de su etapa romana, porque constituye el principal precedente de estos grabados de última época, aspecto que refleja la inquietud y vitalidad del pintor en su afán por renovarse, superar sus dificultades con la vista y vivir plenamente su ancianidad | » |
| — Gonzàlez Llàcer, | |   |

Molts dels seus gravats servien per concloure el procés creatiu de l'artista. Però d'altres s'entenen com a obres totalment independents i formats per tiratges molt curts.